# Аеродром Измир
Аеродром „Аднан Мендерес” Измир (тур. İzmir Adnan Menderes Havalimanı) је међународни аеродром трећег по величини града Турске и великог туристичког одредишта на Егеју, Измира. Он се налази 18 m југозападно од града.
Аеродром у Измиру је четврти по промету у Турској - 2021. године кроз њега је прошло преко 7 милиона путника. 
На аеродрому је авио-чвориште за три авиопревозника: „Пегасус ерлајнс”, „СанЕкспрес” и „Корендон Ерлајнс”.  